# 48 v. Chr.
Portal Geschichte | Portal Biografien | Aktuelle Ereignisse | Jahreskalender | Tagesartikel

◄ |
2. Jahrhundert v. Chr. |
1. Jahrhundert v. Chr. |
1. Jahrhundert |
►

◄ | 60er v. Chr. | 50er v. Chr. | 40er v. Chr. | 30er v. Chr. |
20er v. Chr. |
►

◄◄ | ◄ | 51 v. Chr. | 50 v. Chr. | 49 v. Chr. | 48 v. Chr. |
47 v. Chr. |
46 v. Chr. |
45 v. Chr. |
► |
►►
Staatsoberhäupter

## Ereignisse

### Politik und Weltgeschehen
- Gaius Iulius Caesar wird nach 59 v. Chr. neuerlich zum Konsul des Römischen Reiches gewählt, gemeinsam mit Publius Servilius Isauricus.
- Aulus Hirtius ist vermutlich Volkstribun der Römischen Republik.
- 10. Juli: In der Schlacht von Dyrrhachium erleidet Gaius Iulius Caesar im römischen Bürgerkrieg gegen Pompeius eine Niederlage und entgeht dabei nur knapp der völligen Vernichtung seiner Legionen.

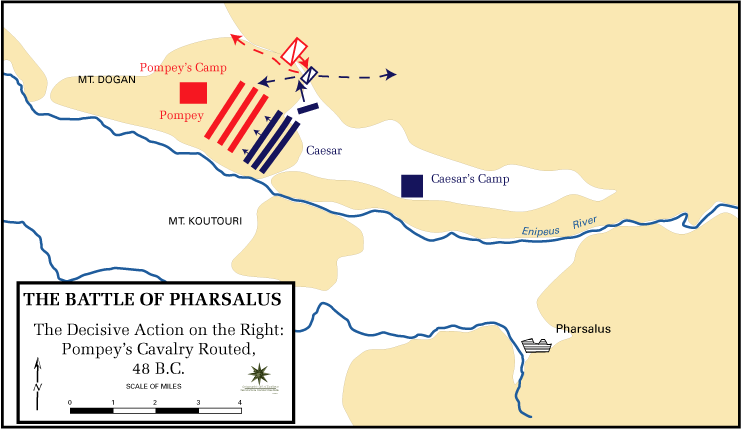
Schlachtaufstellung in der Schlacht von Pharsalus

- 9. August: Im Römischen Bürgerkrieg besiegt Gaius Iulius Caesar die von Pompeius befehligten Truppen des römischen Senats in der Schlacht von Pharsalos in Thessalien und festigt damit seine Macht im gesamten Mittelmeerraum.
- 28. September: Der nach Ägypten geflohene römische Feldherr Pompeius, der Widersacher Caesars im römischen Bürgerkrieg, wird von Höflingen des Königs Ptolemaios XIII. ermordet.

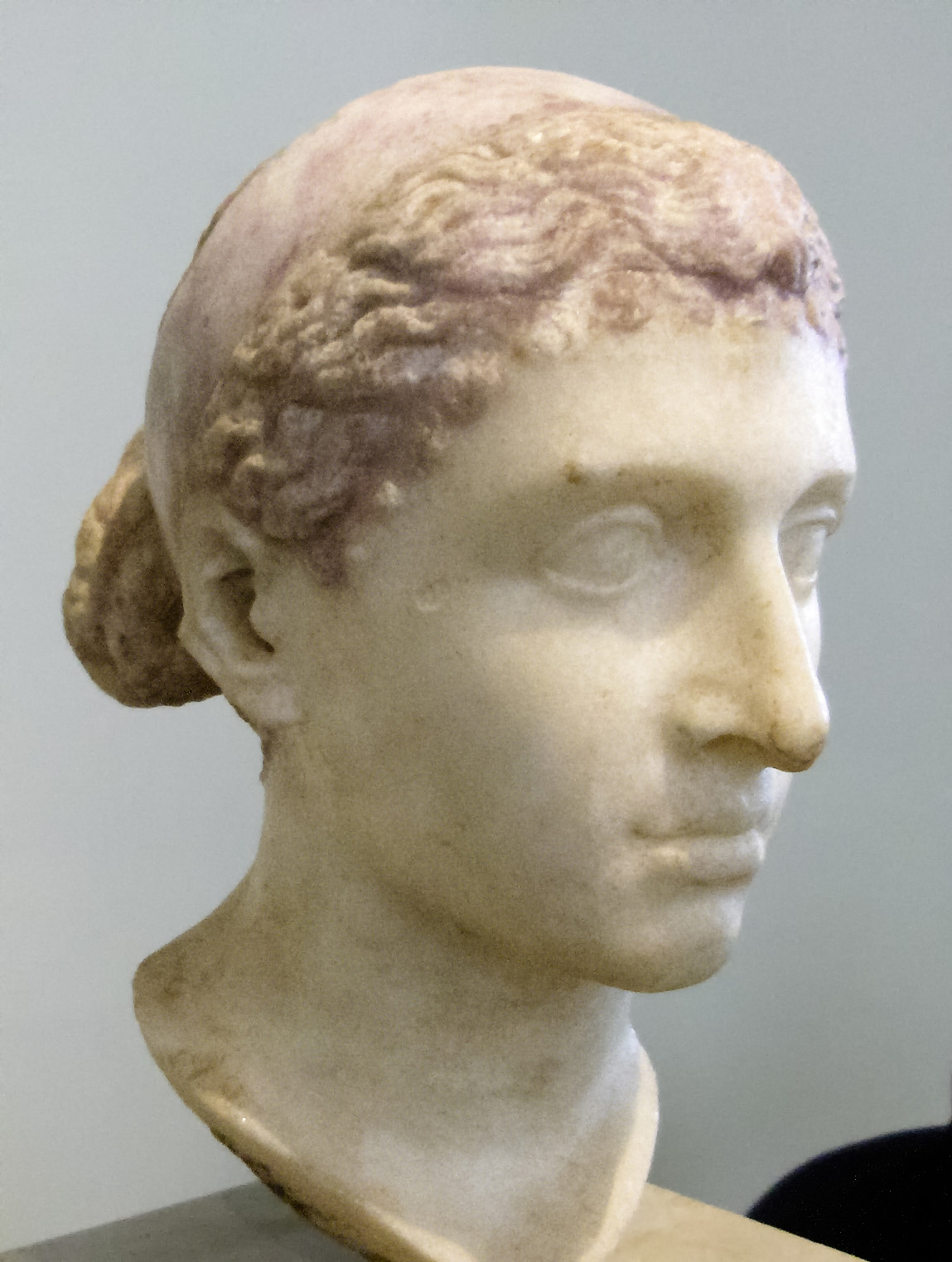
Kleopatra VII, Antikensammlung Berlin

- Caesar entscheidet die ägyptischen Thronstreitigkeiten zu Gunsten Kleopatras. Alexandrinischer Krieg
- Cirta wird Hauptstadt der römischen Kolonie Numidien.

### Religion/Katastrophen
- Der Bellonatempel vor den Toren Roms brennt bis auf die Grundmauern nieder.

### Wissenschaft, Natur und Umwelt
- Im Mai fällt in China ein „Gaststern“ im Sternbild Schütze auf, der nach Tagen verblasst. Reste einer dortigen Nova-Explosion findet man im Kugelsternhaufen M22[1].

## Geboren
- Ban Jieyu, chinesische Dichterin und Konkubine des chinesischen Kaisers
- Lucius Calpurnius Piso Pontifex, römischer Politiker († 32 n. Chr.)
- Sextus Aurelius Propertius, römischer Elegiendichter († 15 n. Chr.)

## Gestorben
- 28. September: Gnaeus Pompeius Magnus, römischer Feldherr und Politiker (* 106 v. Chr.)
- Achillas, ägyptischer Feldherr
- Marcus Caelius Rufus, römischer Politiker (* um 84 v. Chr.)
- Marcus Calpurnius Bibulus, römischer Politiker (* um 103 v. Chr.)
- Appius Claudius Pulcher, römischer Politiker
- Lucius Domitius Ahenobarbus, römischer Politiker (* 98 v. Chr.)
- Titus Annius Milo, römischer Politiker und Bandenführer
- Potheinos, ägyptischer Politiker
- um 48 v. Chr.: Artabazos, König von Charakene (* um 135 v. Chr.)
- um 48 v. Chr.: Lucius Cornelius Lentulus Crus, römischer Politiker
- um 48 v. Chr.: Aulus Gabinius, römischer Politiker und Feldherr
- um 48 v. Chr.: Tiraios II., König von Charakene (* um 141 v. Chr.)